# Стела «Город воинской славы» (Тихвин)
Па́мятник-сте́ла «Го́род во́инской сла́вы» был открыт 9 декабря 2011 года на площади Мерецкова — центральной площади Тихвина. Стела установлена в память о присвоении Тихвину почётного звания «Город воинской славы».

## История
В истории Тихвинского края немало героических страниц, повествующих о мужественной борьбе за свободу и независимость Отечества. Жители Тихвина неоднократно принимали участие в военных событиях, способствуя умножению славы российского оружия. В борьбе с врагами прославились воинские и морские династии Апрелевых, Бровциных, Качаловых, Левских, Римских-Корсаковых, Салтановых, Тимиревых, Унковских и др. Известность получили Тихвинская дружина, сражавшаяся в составе Новгородского ополчения в ходе Отечественной войны 1812 года, а также Тихвинский пехотный полк, участвовавший в битвах Первой мировой войны.
Тихвин дважды оказывался захваченным врагами: в начале XVII века и в годы Великой Отечественной войны, и оба раза освобождение Тихвина было первой победой на Северо-Западе России. 
В ходе Русско-шведской войны 1610—1617 в захваченном шведами Тихвине в 1613 году произошло восстание, организованное Леонтием Арцыбашевым. Посадские люди, укрывшись за крепостными стенами Успенского монастыря, выдержали длительную осаду и многочисленные атаки врагов, а затем разгромили шведское войско. Борьба тихвинцев закончилась изгнанием шведов и положила начало освобождению новгородской земли от захватчиков.
Во время Великой Отечественной войны Тихвинская оборонительная операция стала одной из первых оборонительных операций советских войск, в ходе которой немецкие войска не смогли достичь своих оперативных целей. Тихвин, оккупированный войсками нацистской Германии 8 ноября 1941 года, уже 9 декабря 1941 года был освобождён Красной армией в результате Тихвинской наступательной операции, которая не позволила фашистам замкнуть смертельное второе блокадное кольцо вокруг Ленинграда. Тихвин стал одним из первых городов, освобождённых в ходе Великой Отечественной войны.
Во время войны в Тихвине располагалось около 20 госпиталей. Тихвинский горвоенкомат призвал на фронты Великой Отечественной 20400 человек, из которых домой не вернулись более 9700 тихвинцев. В окрестностях города была сформирована 272-я стрелковая дивизия, в значительной степени укомплектованная жителями Тихвинского, Капшинского и Ефимовского районов. На оккупированных территориях успешно действовали партизанские отряды, а также подпольные антифашистские комсомольские группы. 
Указом Президиума Верховного Совета СССР от 24 октября 1974 года в ознаменование 200-летия со дня основания, «за мужество и героизм, проявленные трудящимися города в годы Великой Отечественной войны, большие успехи в хозяйственном и культурном строительстве» Тихвин был награжден орденом Отечественной войны I степени. В 2007 году ветеранские и другие общественные организации Тихвина выступили с инициативой о присвоении городу звания «Город воинской славы», и Указом президента Российской Федерации от 4 ноября 2010 года № 1334 это высокое звание было присвоено. 23 февраля 2011 года в Екатерининском зале Московского Кремля состоялась церемония вручения грамот о присвоении звания городам, в числе которых был Тихвин. 
В соответствии с Указом президента РФ от 1 декабря 2006 года № 1340, в каждом городе, удостоенном этого высокого звания, устанавливается стела, посвящённая этому событию. После обсуждения возможных вариантов размещения памятника было принято решение соорудить тихвинский мемориал на центральной городской площади, которая носит имя маршала К. А. Мерецкова, руководившего в 1941 году операцией по освобождению Тихвина. И 9 декабря 2011 года состоялось торжественное открытие памятника, приуроченное к 70-летию освобождения города от немецко-фашистских захватчиков. 
В церемонии приняли участие ветераны Великой Отечественной войны, представители властей, организаций и учреждений, общественности. Почётное право открытия памятника было предоставлено вице-губернатору Ленинградской области Олегу Уткину, главе Тихвинского района Игорю Фомину, главе районной администрации Константину Полнову и ветерану Великой Отечественной войны Борису Лебедеву.
28 августа 2014 года поступила в обращение почтовая марка, а 29 августа 2014 года в обращение была выпущена памятная монета «Город воинской славы Тихвин» номиналом 10 рублей. Ещё одним символом стал Меч Победы, вручённый Тихвину, как и другим городам воинской славы, 9 июня 2022 года в зале Славы Музея Победы в парке Победы на Поклонной горе в Москве. Изготовленный в Златоусте меч покрыт золотом высшей 999,9 пробы и инкрустирован уральскими самоцветами — гранатами, символизирующими пролитую кровь, и голубыми топазами, которые считаются символом мира. Длина мечей составляет 1,2 метра, вес — более пяти килограммов. На клинке, украшенном растительным орнаментом, высечены знаменитые слова князя Александра Невского: «Кто с мечом к нам придет, тот от меча и погибнет». Ранее, в апреле 2015 года, аналогичные Мечи Победы были переданы на вечное хранение городам-героям.

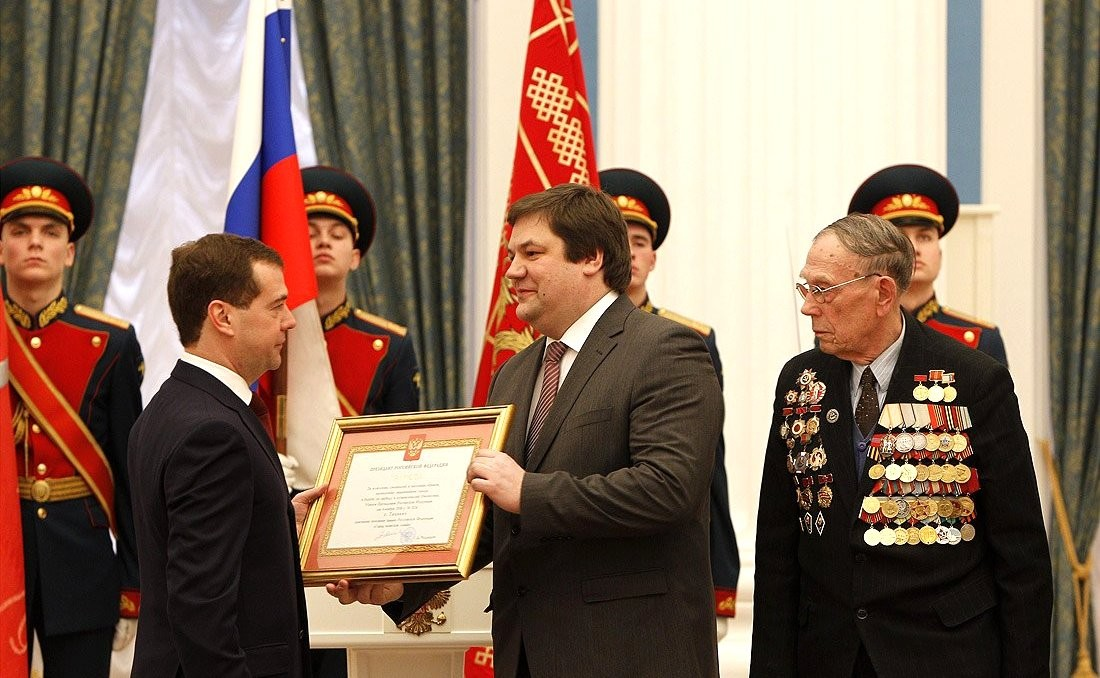
Вручение президентом делегации Тихвина во главе с И. В. Фоминым грамоты о присвоении почётного звания
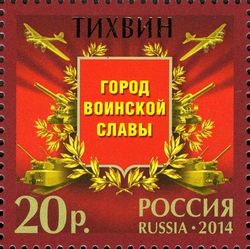
Памятная марка, посвящённая городу воинской славы
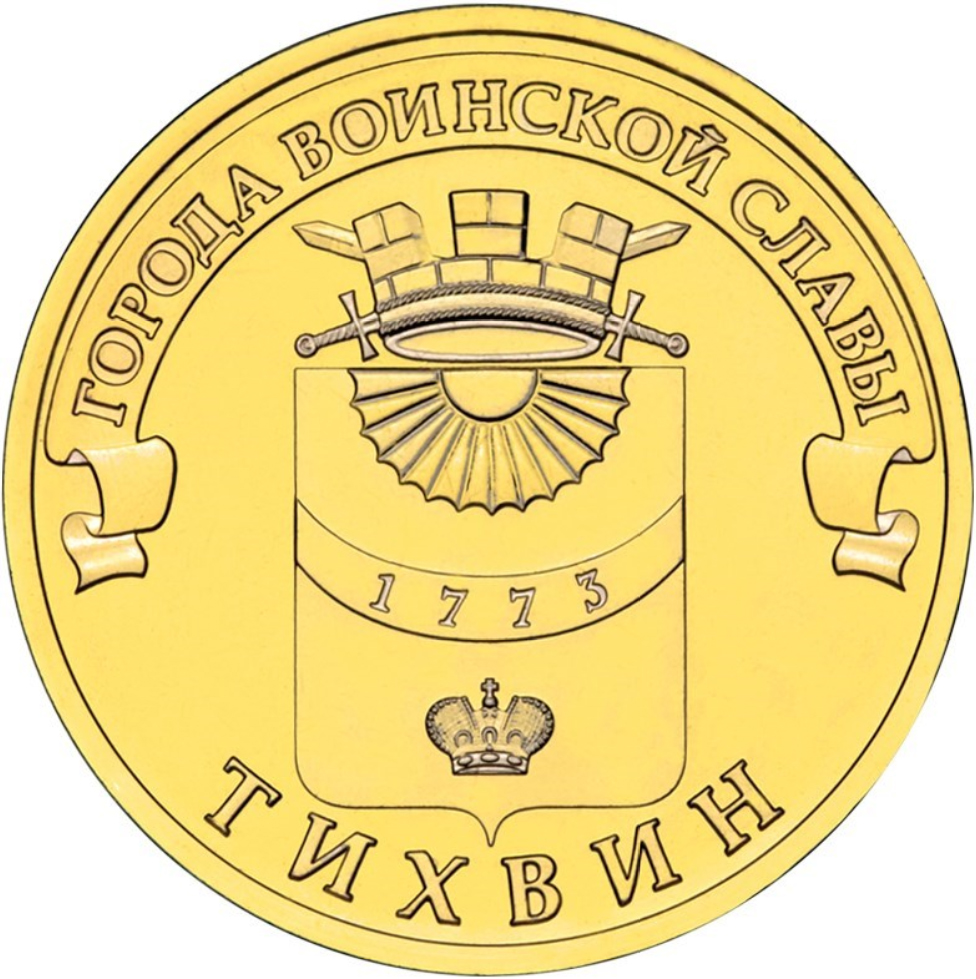
Изображение герба города воинской славы на монете

Окончательный вид памятник приобрёл в 2017 году, после установки художественных бронзовых барельефов, отражающих богатую событиями военную историю Тихвина.

## Описание
Символ мужества и воинской славы представляет собой полированную гранитную колонну дорического ордера высотой 14,2 метра (с бронзовыми капителью и базой). Наверху колонны — бронзовый государственный герб России, на постаменте в бронзовом картуше располагается текст Указа Президента РФ о присвоении почётного звания, а на оборотной стороне — бронзовый герб Тихвина. Стелу окружают четыре тумбы с барельефами, повествующими о событиях из ратной истории Тихвина с период с начала XVII века до наших дней. 
Тумба № 1. События XVII в.
- Восстание 25 мая 1613 года: освобождение Тихвина от шведских оккупантов.
- Тихвинское осадное сидение. 14-15 сентября 1613 года: последний бой, принесший победу «тихвинским сидельцам».
- Тихвин – центр освободительного движения в Новгородской земле против шведских интервентов. 1613-1617 годы.
- 27 февраля 1617 года: заключение Столбовского мирного договора. Восстановление российской государственности.

Тумба № 2. События конца XVIII в. – начала XX в.
- Отечественная война 1812 года. Тихвинское ополчение
- Тихвинцы на фронтах Первой мировой войны.
- Прославленные военные моряки.
- Прославленные военачальники.

Тумба № 3. События Великой Отечественной войны.
- Подвиг тихвинских железнодорожников.
- Бои за Тихвин.
- Трудовой подвиг тихвинцев.
- Тихвинцы на фронтах войны.

Тумба № 4. Тихвинская земля помнит…
- Воинские части, отличившиеся в боях за Тихвин.
- Орден Отечественной войны I степени.
- Тихвинцы на защите интересов Отечества в послевоенное время.
- Цитата Петра I о воинской доблести и любви к Родине.

Каждый барельеф сопровождается бронзовым картушем с текстом о представленном событии призванным рассказать тихвинцам и гостям города о его воинской славе.
Архитектурно-скульптурное решение памятной стелы «Город воинской славы» утверждено Российским организационным комитетом «Победа» по результатам открытого всероссийского конкурса, в котором в 2008 году победил проект авторского коллектива в составе: заслуженный архитектор России И. Н. Воскресенский, Г. А. Ишкильдина, В. В. Перфильев, народный художник России С. А. Щербаков. Проект архитектурной привязки к месту выполнил В. Ф. Виноградов. Бронзовые барельефы изготовлены под руководством С. А. Щербакова.